# Tyrannus savana
Tyrannus savana là một loài chim trong họ Tyrannidae.